# Чернов, Сергей Заремович
Серге́й Заре́мович Черно́в (род. 8 августа 1957, Москва, СССР) — советский и российский археолог, историк.
Ведущий научный сотрудник отдела Археологии Московской Руси Института археологии РАН.
Руководитель сектора комплексных исследований, проектирования и охраны исторических территорий Центрального региона России Российского научно-исследовательского института культурного и природного наследия имени Д. С. Лихачёва (Института Наследия).

## Биография
Родился 8 августа 1957 года в Москве.
В 1979 году окончил исторический факультет МГУ им. М. В. Ломоносова по кафедре археологии, специализировался по русскому Средневековью. Студентом работал в Новгородской и других экспедициях. В 1976 году начал исследования в Северо-Восточном Подмосковье, развивая, вслед за А. А. Юшко, проект по археологическому изучению Московской земли XIV—XV веков. В 1976—1983 годах занимал должность начальника Загорского отряда исторического факультета МГУ. Исследовал среди прочего Царёвское городище.
В 1983 году защитил под руководством В. Л. Янина кандидатскую диссертацию «Происхождение вотчин XIV—XV вв. в районе Троице-Сергиева монастыря (историческая география землевладения)».
В 1983—1986 годах подготовил в мастерской А. И. Семёновой треста «Мособлстройреставрация» проект зон охраны древнего города Радонежа, утверждённый Мособлисполкомом в 1986 году. Опыт этой работы в 1987 году изложил в книге «Комплексное исследование и охрана русского средневекового ландшафта (по материалам древнего Радонежского княжества)». В 1983 году в рамках экспертизы проекта поворота сибирских рек, проводимой Центральным советом ВООПИК по инициативе Д. С. Лихачёва, вел исследования на Белом озере. В 1984—1986 годах был начальником Комплексной археолого-ландшафтной экспедиции ВООПИК.
В 1987 году был приглашён Институтом археологии АН СССР для воссоздания Московской археологической экспедиции. В 1987—1993 годах экспедиция провела раскопки в историческом центре Москвы и на Красной площади, найдя первую в Москве берестяную грамоту. Под влиянием этих результатов Мосгорисполком принял решение № 2854 от 27 декабря 1988 года «Об обеспечении сохранения памятников археологии и упорядочении археологического надзора в Москве», запрещающее строительство в историческом центре без проведения предварительных археологических исследований.
В 1988 году возглавил вновь созданный сектор археологии Москвы Института археологии и с позиций комплексного источниковедения начал изучение культуры Московской Руси XIII—XVI веков. В 1990 году возобновил с сотрудниками сектора и другими специалистами археологические, палеоландшафтные и микротопонимические работы в Северо-Восточном Подмосковье и лесопарковом поясе Москвы.
В 1992 году начал работать в секторе экологических проблем охраны культурного и природного наследия вновь созданного Российского научно-исследовательского института культурного и природного наследия под руководством П. А. Флоренского. В 1993 году был смещён с должности заведующего сектором под давлением Центра археологических исследований мэрии Москвы, так как настаивал на необходимости научной экспертизы качества работ организаций, ведущих археологические исследования в Москве.
С 1993 по 2010 год был начальником Московской областной средневековой экспедиции Института археологии РАН.
В 2005 году на основе двух монографий («Волок Ламский в XIV — первой половине XVI вв. Структуры землевладения и формирование военно-служилой корпорации» и «Домен московских князей в городских станах. 1271—1505 годы»), изданных в рамках поддержанного РГНФ проекта «Акты Московской Руси. Микрорегиональные исследования», защитил докторскую диссертацию «Структуры землевладения Великого московского княжества в XIV—XV вв. по данным микрорегиональных комплексных исследований».
В 2001—2007 годах провёл раскопки усадеб XII—XIII веков города Шерны, где, найдя 19 печатей новгородских князей Мстислава Владимировича и Всеволода Мстиславича, предложил гипотезу о новгородском присутствии в западной части Волго-Окского междуречья до 1135 года.
В 1998 году возглавил в Российском научно-исследовательском институте культурного и природного наследия сектор обеспечения деятельности Федерального научно-методического совета по охране культурного наследия при Министерстве культуры Российской Федерации. Принимал участие в организации конференций, по итогам которых были изданы сборники статей «Археологический фактор в планировочной организации территории» (1994) и «Мониторинг археологических памятников и земельный кадастр» (2000). В 2009 году сектор был переименован в сектор комплексных исследований и проектирования исторических территорий Центрального региона России.
В 1997—2008 годах занимал должность учёного секретаря Федерального научно-методического совета по сохранению культурного наследия Министерства культуры Российской Федерации.
Автор более 200 научных публикаций.

## Участие в творческих и общественных организациях
- Член Центрального совета ВООПИК

### Публикации Сергея Чернова

#### Монографии
- Чернов С. З. Комплексное исследование и охрана русского средневекового ландшафта (по материалам древнего Радонежского княжества). М., 1987.
- Московская керамика. Новые данные по хронологии. М., 1991 (в соавт.).
- Чернов С. З. Волок Ламский в XIV — первой половине XVI в. Структуры землевладения и формирование военно-служилой корпорации (Акты Московской Руси. Микрорегиональные исследования. Т. 1). М., 1998.
- Культура средневековой Москвы. Исторические ландшафты. Т. 1. М., 2004 (в соавт.).
- Культура средневековой Москвы. Исторические ландшафты. Т. 2. М., 2005.
- Культура средневековой Москвы. Исторические ландшафты. Т. 3. М., 2005 (в соавт.).

#### Статьи
- Чернов С. З. Исторический ландшафт древнего Радонежа. Происхождение и семантика // Памятники культуры. Новые открытия. Ежегодник 1988. М.,1989.
- Чернов С. З. Археологические данные о внутренней колонизации Московского княжества XIII—XV вв. и происхождение волостной общины // СА. 1991. № 1.
- Чернов С. З. Московская берестяная грамота № 1 — первый акт Московской Руси на бересте // РА. 1997. № 2
- Чернов С. З. Исторический ландшафт окрестностей Троице-Сергиева монастыря и его семантика // Памятники культуры. Новые открытия. Ежегодник 1999 г. М., 2000.
- Чернов С. З. Усадьба А на посаде Шерны в районе обнаружения сфрагистического комплекса XII в. (исследования 2002 г.) // Русь в IX—XIV веках. Взаимодействие Севера и Юга. М., 2005.
- Чернов С. З. Некрополь Троице-Сергиева монастыря по материалам археологических исследований 2003 г. // РА. 2008, № 2.

### О Сергее Чернове
- Переводчики культур // Латинская Америка. 2001. № 6.